# Вуелта а Еспања 2023.
Вуелта а Еспања 2023. било је 78. издање етапне бициклистичке трке, једне од три гранд тур трке — Вуелта а Еспање. Старт трке био је 26. августа 2023. у Барселони, док је последња етапа вожена 17. септембра до Мадрида. Осим Шпаније, рута је пролазила кроз Андору и Француску.
Укупна дужина трке износила је 3.153.8 km, вожена је 21 етапа, уз два дана одмора, након девете и након етапе 15. Етапе су биле класификоване као четири равне, двије равне са циљем на успону, шест брдских, седам планинских, један екипни и један индивидуални хронометар. Вожено је укупно 48 успона, од чега 5 специјалне категорије укључујући Алто де л‘Англиру и Кол ди Турмале, 13 прве категорије, 8 друге и 22 треће категорије. Успон Кол ди Турмале био је означен као Чима Алберто Фернандес и на њему се додјељивало највише бодова за брдску класификацију. Укупно је циљ десет етапа био на успону, од чега двије на успону специјалне категорије.
Највећи фаворити су били Ремко Евенепул који је освојио трку 2022. Јонас Вингегор који је освојио Тур де Франс 2023. и Примож Роглич, троструки узастопни побједник трке у периоду од 2019. до 2022. Поред њих, фаворити су били Енрик Мас и Хуан Ајусо који су 2022. завршили на подијуму, Герент Томас, Микел Ланда, Жоао Алмеида и Александар Власов.
Екипни хронометар на отварању у Барселони је вожен по ноћи и по киши, због чега су возачи критиковали организаторе, а Евенепул је изјавио да је рута била опасна, да им је вода ишла у лице и да су једва видјели пут испред себе, истичући да бициклисти нису мајмуни у циркусу. Сеп Кус је узео лидерску мајицу на осмој етапи, а на етапи 13 је Евенепул отпао на 87 km до циља и завршио је 27 минута иза групе. Возачи Јумбо—визме, Кус, Вингегор и Роглич су били на прва три мјеста у генералном пласману, са предношћу испред осталих, али су Вингегор и Роглич нападали на брдским етапама и смањивали заостатак иза Куса. Након што су Роглич и Вингегор напали на етапи 17 до успона Алто де л’Англиру, Вингегор је дошао на осам секунди заостатка, а навијачи су били љути, док су и бројни бициклисти на трци истакли да би вољели да Кус освоји. Послије етапе 17 из тима су наредили Вингегору и Рогличу да возе за Куса, који је освојио трку 17 секунди испред Вингегора и минут испред Роглича, чиме је Јумбо—визма постао други тим у историји чији су возачи заузели сва три мјеста на подијуму на једној гранд тур трци и први након тима Кас на Вуелти 1966. Кејден Гроувс је освојио класификацију по поенима, Евенепул брдску класификацију и награду за најагресивнијег возача, Ајусо класификацију за најбољег младог возача, док је тим Јумбо—визма освојио тимску класификацију. Евенепул и Гроувс су остварили по три етапне побједе.
Трку су због повреда и падова напустили Филипо Цана, Еди Данбар, Џеј Вајн, Тимен Аренсман, Брајан Кокар и Пјер Латур.

## Тимови
На трци су учествовала 22 тима, са по осам возача. Свих 18 ворлд тур тимова имало је аутоматску позивницу и били су обавезни да учествују; два најбоља про тур тима за претходну сезону такође су имали аутоматску позивницу за све ворлд тур трке, док је организатор трке — Amaury Sport Organisation, имао право да додијели још двије вајлд кард позивнице.
Године 2019. донесено је правило да најбољи про тур тим у рангирању има загарантовано учешће на свакој ворлд тур трци наредне сезоне, а другопласирани има загарантовано учешће на свим једнодневним ворлд тур тркама. Током 2022. донесено је правило о испадању два најслабија тима из ворлд тура на крају периода бодовања од три године, за период од 2020. до 2022. године, када тимовима истичу трогодишње лиценце, након чега је донесено правило да два најбоља про тур тима имају загарантовано учешће на свим ворлд тур тркама, а трећи на једнодневним тркама током наредне сезоне. На крају 2022. из ворлд тура испали су Лото—дестини и Израел—премијер тех, док су у ворлд тур ушли Аркеа—самсик и Алпесин—декунинк. Лото—дестини и Тотал енержис су били најбољи про тур тимови на крају сезоне и имали су загарантовано учешће на свим ворлд тур тркама, док је Израел—премијер тех имао загарантовано учешће на једнодневним ворлд тур тркама, као и на свим етапним тркама осим гранд тур трка према посебном донесеном правилу. Специјалне позивнице су објављене 8. марта 2023. године, а добили су их Бургос БХ и Каха рурал—сегурос РГА, док позивнице поред Израел—премијер теха нису добили шпански тимови Еускалтел—еускади и Керн фарма који су учествовали на трци 2022.
Од 176 возача, њих 58 су возили Вуелта а Еспању по први пут. Најмлађи дебитант је био Лени Мартинез, док су међу осталим дебитантима били Сијен Ојтебрукс, Оскар Онли, Еди Данбар, Филипо Гана и Филипо Цана. Возачи који су наступили долазили су из 30 држава. Шест држава је имало преко десет возача: Француска (30), Шпанија (28), Белгија (19), Италија (17), Холандија (11) и Њемачка (10). Уједињено Краљевство је имало осам, Аустралија седам, а Колумбија и Португалија по шест. најмлађи возач био је Лени Мартинез из Групаме—ФДЈ, са 20 година и 46 дана, док је најстарији био Данијел Наваро из Бургос БХ тима, са 40 година и 39 дана. Луис Леон Санчез је стартовао своју 31 гранд тур трку, највише од свих возача који су возили, од чега је Вуелта а Еспању стартовао по 14 пут, један пут мање од Иманола Ервитија. Прије почетка трке, Данијел Наваро је изјавио да ће завршити каријеру на крају сезоне и да ће возити Вуелту по последњи пут.
UCI ворлд тур тимови:
| - АГ2Р ситроен - Алпесин—декунинк - Аркеа—самсик - Астана Казахстан - Бахреин–викторијус - Бора–ханзгро - Групама—ФДЈ - ДСМ—фирмениш - ЕФ едукејшон—изипост | - Инеос гренадирс - Интермарш—сиркус—ванти - Јумбо—визма - Кофидис - Лидл—трек - Мовистар - Судал—Квик-степ - УАЕ тим емирејтс - Џејко—алула |

UCI про тур тимови:
| - Бургос БХ - Каха рурал—сегурос РГА | - Лото—дестини - Тотал енержис |

## Новчане награде
Укупан новчани фонд на Вуелта а Еспањи 2023. износио је 1.118.205 евра. Побједник је добио 150.000, другопласирани 57.985, трећепласирани 30.000, док су сви возачи који су завршили од 10 до 20 мјеста у генералном пласману добили по 3.800 евра. Побједник брдске класификације добио је 13.000, другопласирани 6.600, а трећепласирани 3.500. Побједници класификације по поенима и за најбољег младог возача добили су по 11.000 евра, другопласирани 5.000, а трећепласирани 2.000, најагресивнији возач цијеле трке добио је 3.000 евра, побједник тимске класификације 12.500, другопласирани тим 7.500, трећепласирани 5.500, а награде су добијали тимови до осмог мјеста. Лидер генералног пласмана добијао је по 500 евра дневно, лидери брдске и класификације по поенима по 100 евра, лидер класификације за најбољег младог возача по 70 евра, док је најагресивнији возач на свакој етапи добијао по 200 евра. Најбољи тим на свакој етапи добијао је 400 евра, другопласирани 200, а трећепласирани 100. Уколико је исти возач био лидер двије или више класификација, новац су дијелили по пола лидер класификације и возач који је носио  мајицу за лидера на тој етапи, јер је лидер носио другу мајицу.
Побједник сваке појединачне етапе добијао је 11.000 евра, другопласирани 5.500, трећепласирани 2.700, а новац је добијало првих 20 возача на етапи, са тим да су возачи од 10 до 20 мјеста добијали по 360 евра. Првопласирани преко успона Чима Алберто Фернандес добио је 1.000 евра, а другопласирани 520, првопласирани преко успона специјалне категорије добијао је 920 евра, а другопласирани 615, првопласирани преко успона прве категорије добијао је 460 евра, а другопласирани 310, првопласирани преко успона друге категорије добијао је 230 евра, а другопласирани 155, док је првопласирани преко успона треће категорије добијао 115 евра, а другопласирани 80. Првопласирани преко пролазних циљева на свакој етапи добијао је по 550 евра, другопласирани 180, а трећепласирани 95.
| Позиција | Класификације     | Класификације        | Класификације            | Класификације       | Класификације | Класификације        |            |
| Позиција | Генерални пласман | Брдска класификација | Класификација по поенима | Најбољи млади возач | Тимови        | Најагресивнији возач |            |
| -------- | ----------------- | -------------------- | ------------------------ | ------------------- | ------------- | -------------------- | ---------- |
| Позиција | 1.                | 150.000 евра         | 13.000 евра              | 11.000 евра         | 11.000 евра   | 12.500 евра          | 3.000 евра |
| 2.       | 57.985 евра       | 6.600 евра           | 5.000 евра               | 5.000 евра          | 7.500 евра    | –                    |            |
| 3.       | 30.000 евра       | 3.500 евра           | 2.000 евра               | 2.000 евра          | 5.500 евра    | –                    |            |
| 4.       | 15.000 евра       | –                    | –                        | –                   | 4.300 евра    | –                    |            |
| 5.       | 12.500 евра       | –                    | –                        | –                   | 3.200 евра    | –                    |            |
| 6.       | 9.000 евра        | –                    | –                        | –                   | 2.200 евра    | –                    |            |
| 7.       | 9.000 евра        | –                    | –                        | –                   | 1.100 евра    | –                    |            |
| 8.       | 6.000 евра        | –                    | –                        | –                   | 1.000 евра    | –                    |            |
| 9.       | 6.000 евра        | –                    | –                        | –                   | –             | –                    |            |
| 10—20.   | 3.800 евра        | –                    | –                        | –                   | –             | –                    |            |
| Дневно   | 500 евра          | 100 евра             | 100 евра                 | 70 евра             |               |                      |            |

| Позиција на етапама | Етапе       | Етапе        | Етапе                  | Етапе                 | Етапе    | Етапе    | Етапе    | Етапе                | Етапе       | Етапе |
| Позиција на етапама | Циљ         | Пролазни циљ | Успони                 | Успони                | Успони   | Успони   | Успони   | Најагресивнији возач | Најбољи тим |       |
| Позиција на етапама | Циљ         | Пролазни циљ | Чима Алберто Фернандес | Специјална категорија | 1.       | 2.       | 3.       | Најагресивнији возач | Најбољи тим |       |
| ------------------- | ----------- | ------------ | ---------------------- | --------------------- | -------- | -------- | -------- | -------------------- | ----------- | ----- |
| 1.                  | 11.000 евра | 550 евра     | 1.000 евра             | 920 евра              | 460 евра | 230 евра | 115 евра | 300 евра             | 400 евра    |       |
| 2.                  | 5.500 евра  | 180 евра     | 520 евра               | 615 евра              | 310 евра | 155 евра | 80 евра  | –                    | 200 евра    |       |
| 3.                  | 2.700 евра  | 95 евра      | –                      | –                     | –        | –        | –        | –                    | 100 евра    |       |
| 4.                  | 1.500 евра  | –            | –                      | –                     | –        | –        | –        | –                    | –           |       |
| 5.                  | 1.100 евра  | –            | –                      | –                     | –        | –        | –        | –                    | –           |       |
| 6.                  | 900 евра    | –            | –                      | –                     | –        | –        | –        | –                    | –           |       |
| 7.                  | 900 евра    | –            | –                      | –                     | –        | –        | –        | –                    | –           |       |
| 8.                  | 650 евра    | –            | –                      | –                     | –        | –        | –        | –                    | –           |       |
| 9.                  | 650 евра    | –            | –                      | –                     | –        | –        | –        | –                    | –           |       |
| 10—20.              | 360 евра    | –            | –                      | –                     | –        | –        | –        | –                    | –           |       |

## Фаворити
Највећи фаворити су били побједник Тур де Франса 2023. Јонас Вингегор, побједник Вуелта а Еспање 2022. Ремко Евенепул и троструки побједник Вуелта а Еспање и побједник Ђиро д’Италије 2023. Примож Роглич. Међу другим фаворитима су били Енрик Мас и Хуан Ајусо који су завршили на подијуму на трци 2022. као и Герент Томас, који је завршио на другом мјесту на Ђиро д’Италији 2023. Међу фаворитима у борби за првих десет били су Микел Ланда, Жоао Алмеида, Александар Власов, Еди Данбар и Филипо Цана. На трци је дебитовао Сијен Ојтебрукс, који је 2022. освојио Тур де л’Авенир и медији у Белгији су га назвали „следећи Евенепул“.
Највећи фаворити у класификацији по поенима су били Кејден Гроувс и Брајан Кокар, као и Роглич који је два пута освајао класификацију прије него је промијењен систем бодовања 2021. док су међу осталим фаворитима били Иго Офстетер, Андреа Вендраме, Хуан Себастијан Молано, Марајн ван ден Берг, Милан Ментен, Гербен Тајсен и Евенепул, који је 2022. завршио четврти у класификацији.

## Рута и етапе
| Етапа  | Датум         | Рута                                      | Дистанца    | Тип         | Тип                          | Побједник              | Реф.        |
| ------ | ------------- | ----------------------------------------- | ----------- | ----------- | ---------------------------- | ---------------------- | ----------- |
| 1.     | 26. август    | Барселона — Барселона                     | 14,8        |             | Екипни хронометар            | ДСМ—фирмениш           | [ 37 ]      |
| 2.     | 27. август    | Матаро — Барселона                        | 182         |             | Брдска етапа                 | Андреас Крон           | [ 38 ]      |
| 3.     | 28. август    | Сурија — Аринсал (Андора)                 | 158.5       |             | Планинска етапа              | Ремко Евенепул         | [ 39 ]      |
| 4.     | 29. август    | Андора ла Веља (Андора) — Тарагона        | 185         |             | Брдска етапа                 | Кејден Гроувс          | [ 40 ]      |
| 5.     | 30. август    | Мореља — Буријана                         | 186.5       |             | Брдска етапа                 | Кејден Гроувс          | [ 41 ]      |
| 6.     | 31. август    | Вал де Ушо — Сијера де Хаваламбре         | 183.5       |             | Планинска етапа              | Сеп Кус                | [ 42 ]      |
| 7.     | 1. септембар  | Утиел — Олива                             | 201         |             | Равна етапа                  | Жофре Суп              | [ 43 ]      |
| 8.     | 2. септембар  | Денија — Корет де Кати                    | 165         |             | Планинска етапа              | Примож Роглич          | [ 44 ]      |
| 9.     | 3. септембар  | Картахена — Каравака де ла Круз           | 184.5       |             | Средње тешка планинска етапа | Ленард Кемна           | [ 45 ]      |
|        | 4. септембар  | Дан одмора                                | Дан одмора  | Дан одмора  | Дан одмора                   | Дан одмора             | Дан одмора  |
| 10.    | 5. септембар  | Ваљадолид — Ваљадолид                     | 25.8        |             | Индивидуални хронометар      | Филипо Гана            | [ 46 ]      |
| 11.    | 6. септембар  | Лерма — Ла Лагуна Негра                   | 165         |             | Брдска етапа                 | Хесус Ерада            | [ 47 ]      |
| 12.    | 7. септембар  | Олвега — Сарагоса                         | 151         |             | Равна етапа                  | Хуан Себастијан Молано | [ 48 ]      |
| 13.    | 8. септембар  | Формигал — Кол ди Турмале (Француска)     | 135         |             | Планинска етапа              | Јонас Вингегор         | [ 49 ]      |
| 14.    | 9. септембар  | Совтер де Берн (Француска) — Лара Белагва | 156.5       |             | Планинска етапа              | Ремко Евенепул         | [ 50 ]      |
| 15.    | 10. септембар | Памплона — Лекунбери                      | 158.5       |             | Брдска етапа                 | Руи Коста              | [ 51 ]      |
|        | 11. септембар | Дан одмора                                | Дан одмора  | Дан одмора  | Дан одмора                   | Дан одмора             | Дан одмора  |
| 16.    | 12. септембар | Ленкрес плаја — Бехес                     | 120.5       |             | Брдска етапа                 | Јонас Вингегор         | [ 52 ]      |
| 17.    | 13. септембар | Рибадесела — Алто де л’Англиру            | 124.5       |             | Планинска етапа              | Примож Роглич          | [ 53 ]      |
| 18.    | 14. септембар | Пола де Аљанде — Ла Круз де Линарес       | 179         |             | Планинска етапа              | Ремко Евенепул         | [ 54 ]      |
| 19.    | 15. септембар | Ла Бањеза — Искар                         | 177.5       |             | Равна етапа                  | Алберто Даинезе        | [ 55 ]      |
| 20.    | 16. септембар | Мансанарес ел Реал — Гвадарама            | 208         |             | Брдска етапа                 | Ваут Пулс              | [ 56 ]      |
| 21.    | 17. септембар | Хиподромо де ла Сарсуела — Мадрид         | 101.5       |             | Равна етапа                  | Кејден Гроувс          | [ 57 ]      |
| Укупно | Укупно        | Укупно                                    | 3.153.8\|km | 3.153.8\|km | 3.153.8\|km                  | 3.153.8\|km            | 3.153.8\|km |

## Класификације
На Вуелта а Еспањи, као и на друге двије гранд тур трке, додјељују се четири различите мајице за четири класификације, а поред четири главне, постоје још двије класификације за које се не додјељују мајице већ су бројеви возача које носе друге боје како би се разликовали од осталих.
- Прва и најважнија класификација био је генерални пласман; побједник генералног пласмана је и побједник трке. Пласман се рачунао тако што се на времена возача остварена на првој етапи, додају времена остварена на свакој наредној.[59] Три првопласирана возача на свакој етапи добијали су временску бонификацију од 10, 6 и 4 секунде, као и секунде бонификације од 6, 4 и 2 секунде на одређеним пролазним циљевима и бонификације од 6, 4 и 2, односно 3, 2 и 1 секунду на одређеним брдским циљевима, у зависности од категорије успона.[60][61] На етапама 4, 5, 6, 7, 9, 11, 12, 16, 17, 19 и 21 додјељивале су се секунде бонификације на пролазном циљу, а на етапама 2, 3, 8, 13, 14, 15, 18 и 20 додјељивале су се секунде бонификације на успонима.[62] Возач са најмањим укупним временом је лидер генералног пласмана и побједник Вуелте на крају трке,[59] а током трке носи црвену мајицу.[63] У случају да два или више возача имају исто вријеме, рачунају се стотинке остварене на хронометрима, а ако су изједначени и послије тога, рачунају се позиције на свакој етапи, а уколико су и даље изједначи, побједник је возач који заврши на бољој позицији на последњој етапи.[59]

- Једна од другостепених класификација била је класификација по поенима. Возачи су добијали поене на свакој етапи, а до 2021. на свакој етапи се добијао исти број поена, због чега су класификацију освајали возачи који су се борили за генерални пласман.[64] Систем је промијењен 2021. и број поена који се додјељује зависи од типа етапе.[65]

- - На равним етапама добијало се највише поена, да би се пружила већа шанса спринтерима, а поене је добијало првих 15 возача: 50, 30, 20, 18, 16, 14, 12, 10, 8, 7, 6, 5, 4, 3, 2;[59]
  - На средње тешким брдским етапама разлика између поена је била мања, јер се очекивало да у борби буду возачи којима класификација по поенима није примарни циљ, поене је такође добијало првих 15 возача: 30, 25, 22, 19, 17, 15, 13, 11, 9, 7, 6, 5, 4, 3, 2;[59]
  - Број поена који се додјељивао на тешким брдским етапама и на хронометру је био мањи, а поене је добијало такође првих 15 возача: 20, 17, 15, 13, 11, 10, 9, 8, 7, 6, 5, 4, 3, 2, 1.[59]
  - На пролазним циљевима бодове је добијало првих пет возача: 20, 17, 15, 13 и 10.[59] Лидер класификације по поенима од 2023. носи тамно зелену мајицу, док је до 2023. носио зелену мајицу. Уколико су возачи изједначи по броју бодова побједник је возач са више етапних побједа, а ако су изједначени и по томе, побједник је возач који је побиједио на више пролазних циљева, а ако су изједначени и након тога, побједник је возач који је боље пласиран у генералном пласману.[59] У случају да возач заврши ван временског лимита, али му буде дозвољено да остане у трци, бришу му се сви бодови које је освојио у класификацији.[59]

- Једна од другостепених класификација била је и брдска класификација, за коју су се поени додјељивали првим возачима који пређу преко назначених успона.[59] Успони су били категоризовани у пет категорија:
  - Чима Алберто Фернандес: додјељивао се само на највишем успону на трци, а 2023. то је био Кол ди Турмале, док је поене добијало шест првопласираних возача (20, 15, 10, 6, 4, 2);[59]
  - Специјална категорија: поени су се додјељивали за шест првопласираних возача (15, 10, 6, 4, 2, 1), а 2023. су била четири успона;[59]
  - Прва категорија: поени су се додјељивали за пет првопласираних возача (10, 6, 4, 2, 1), а 2023. је било 13 успона;[59]
  - Друга категорија: поени су се додјељивали за три првопласираних возача (5, 3, 1), а 2023. било је осам успона;[59]
  - Трећа категорија: поени су се додјељивали за три првопласираних возача (3, 2, 1), а 2023. била су 22 успона.[59] Лидер брдске класификације је носио тачкасту мајицу током трке (бијела мајица са плавим тачкицама).[66] Уколико су возачи изједначи по броју бодова, побједник је возач који је прешао први преко успона Чима Алберто Фернандес, а уколико ниједан од возача који су изједначени није прешао први преко тог успона, рачуна се број првих мјеста на успонима специјалне категорије, а затим на успонима прве, друге и треће категорије, а ако су изједначени на свим успонима, побједник је возач који је боље пласиран у генералном пласману.[59] У случају да возач заврши ван временског лимита, али му буде дозвољено да остане у трци, бришу му се сви бодови које је освојио у класификацији.[59]

- Четврта мајица која се додјељивала је за најбољег младог возача. Лидер се одлучивао по оствареном времену, исто као и за генерални пласман. Такмичили су се само возачи млађи од 25 година, односно на трци 2023. сви возачи који су били рођени послије 1. јануара 1998.[6] Лидер је носио бијелу мајицу током трке.[6]

- Једна од класификација је била тимска класификација, која се рачунала тако што су се сабирала времена прва три возача из сваког тима на свакој етапи посебно; времена су се додавала на претходна и сабирала се, а лидер је био тим са најмањим укупним временом.[6] У случају истог времена два или више тимова, побједника би одлучивао број првих мјеста у тимској класификацији на етапама, након чега би се гледао број других мјеста, па трећих итд. а уколико би били изједначени по свему, одлучио би пласман возача тих тимова у генералном пласману.[6] Возачи који возе за водећи тим носе црвене бројеве на мајицама.[6] Уколико тим остане на трци са мање од три возача, брише се из тимске класификације.[6]

- Последња класификација је била за најагресивнијег возача. На свакој етапи осим на последњој и на хронометрима, судије које су чинили технички директори, а којима је пресједавао генерални директор, бирале су по три возача за које су сматрали да заслужују награду на тој етапи, након чега су гледаоци путем интернета и телефона гласали а добитник награде је био возач са највише гласова на тој етапи.[6] У случају изједначеног броја гласова, генерални директор је одлучивао побједника.[6] Возач који је изабран за најагресивнијег на етапи, добијао је жути број на церемонији наредног дана, пред почетак следеће етапе.[6] На последњој етапи, судије су бирале најагресивнијег возача цијеле трке.[6]

| Етапа | Побједник              | Генерални пласман · | Класификација по поенима · | Брдска класификација · | Најбољи млади возач · | Тимска класификација | Најагресивнији возач |
| ----- | ---------------------- | ------------------- | -------------------------- | ---------------------- | --------------------- | -------------------- | -------------------- |
| 1.    | ДСМ—фирмениш           | Лоренцо Милези      | Није додијељена            | Није додијељена        | Лоренцо Милези        | ДСМ—фирмениш         | Није додијељена      |
| 2.    | Андреас Крон           | Андреа Пиколо       | Андреас Крон               | Матео Собреро          | Андреа Пиколо         | ЕФ едукејшон—изипост | Хавијер Ромо         |
| 3.    | Ремко Евенепул         | Ремко Евенепул      | Андреа Вендраме            | Ремко Евенепул         | Ремко Евенепул        | Јумбо—визма          | Дамијано Карузо      |
| 4.    | Кејден Гроувс          | Ремко Евенепул      | Кејден Гроувс              | Едуардо Сепулведа      | Ремко Евенепул        | Јумбо—визма          | Андер Окамика        |
| 5.    | Кејден Гроувс          | Ремко Евенепул      | Кејден Гроувс              | Едуардо Сепулведа      | Ремко Евенепул        | Јумбо—визма          | Ерик Фагундез        |
| 6.    | Сеп Кус                | Лени Мартинез       | Кејден Гроувс              | Едуардо Сепулведа      | Лени Мартинез         | Бахреин–викторијус   | Микел Ланда          |
| 7.    | Жофре Суп              | Лени Мартинез       | Кејден Гроувс              | Едуардо Сепулведа      | Лени Мартинез         | Бахреин–викторијус   | Андер Окамика        |
| 8.    | Примож Роглич          | Сеп Кус             | Кејден Гроувс              | Едуардо Сепулведа      | Лени Мартинез         | Јумбо—визма          | Ојер Лазкано         |
| 9.    | Ленард Кемна           | Сеп Кус             | Кејден Гроувс              | Едуардо Сепулведа      | Лени Мартинез         | Јумбо—визма          | Јон Баренечеа        |
| 10.   | Филипо Гана            | Сеп Кус             | Кејден Гроувс              | Едуардо Сепулведа      | Ремко Евенепул        | Јумбо—визма          | Није додијељена      |
| 11.   | Хесус Ерада            | Сеп Кус             | Кејден Гроувс              | Хесус Ерада            | Ремко Евенепул        | Јумбо—визма          | Хосе Мануел Диаз     |
| 12.   | Хуан Себастијан Молано | Сеп Кус             | Кејден Гроувс              | Хесус Ерада            | Ремко Евенепул        | Јумбо—визма          | Јетсе Бол            |
| 13.   | Јонас Вингегор         | Сеп Кус             | Кејден Гроувс              | Јонас Вингегор         | Хуан Ајусо            | Јумбо—визма          | Мајкл Сторер         |
| 14.   | Ремко Евенепул         | Сеп Кус             | Кејден Гроувс              | Ремко Евенепул         | Хуан Ајусо            | Јумбо—визма          | Ремко Евенепул       |
| 15.   | Руи Коста              | Сеп Кус             | Кејден Гроувс              | Ремко Евенепул         | Хуан Ајусо            | Јумбо—визма          | Ремко Евенепул       |
| 16.   | Јонас Вингегор         | Сеп Кус             | Кејден Гроувс              | Ремко Евенепул         | Хуан Ајусо            | Јумбо—визма          | Хоел Николау         |
| 17.   | Примож Роглич          | Сеп Кус             | Кејден Гроувс              | Ремко Евенепул         | Хуан Ајусо            | Јумбо—визма          | Ремко Евенепул       |
| 18.   | Ремко Евенепул         | Сеп Кус             | Кејден Гроувс              | Ремко Евенепул         | Хуан Ајусо            | Јумбо—визма          | Ремко Евенепул       |
| 19.   | Алберто Даинезе        | Сеп Кус             | Кејден Гроувс              | Ремко Евенепул         | Хуан Ајусо            | Јумбо—визма          | Михал Шлегел         |
| 20.   | Ваут Пулс              | Сеп Кус             | Кејден Гроувс              | Ремко Евенепул         | Хуан Ајусо            | Јумбо—визма          | Пелајо Санчез        |
| 21.   | Кејден Гроувс          | Сеп Кус             | Кејден Гроувс              | Ремко Евенепул         | Хуан Ајусо            | Јумбо—визма          | Није додијељена      |
| Крај  | Крај                   | Сеп Кус             | Кејден Гроувс              | Ремко Евенепул         | Хуан Ајусо            | Јумбо—визма          | Ремко Евенепул       |

- На екипном хронометру на првој етапи се нису додјељивали поени за брдску и класификацију по поенима, али су на другој етапи возачи из тима ДСМ—фирмениш носили мајице за лидера тих класификација, Ромен Барде је носио мајицу за лидера класификације по поенима, а Шон Флајн за лидера брдске класификације, док је Макс Пул носио бијелу мајицу за лидера класификације за најбољег младог возача умјесто Лоренца Милезија који је носио мајицу за лидера трке.[68]
- На трећој етапи, Хавијер Ромо је носио бијелу мајицу за лидера класификације за најбољег младог возача умјесто Андрее Покола који је носио мајицу за лидера трке.[5]
- На четвртој етапи, Лени Мартинез је носио бијелу мајицу за лидера класификације за најбољег младог возача умјесто Ремка Евенепула који је носио мајицу за лидера трке, док је Едуардо Сепулведа носио тачкасту мајицу за лидера брдске класификације, такође умјесто Евенепула.[69]
- На петој и шестој етапи, Лени Мартинез је носио бијелу мајицу за лидера класификације за најбољег младог возача умјесто Ремка Евенепула који је носио мајицу за лидера трке.[70]
- На седмој и осмој етапи етапи, Хуан Ајусо, који је био трећепласирани у класификацији за најбољег младог возача, носио је бијелу мајицу јер је првопласирани Лени Мартинез носио мајицу за лидера трке, а другопласирани Ремко Евенепул је носио мајицу националног шампиона Белгије.

## Резултати
| жута мајица   | Означава побједника генералног пласмана                     | Тачкаста мајица | Означава побједника брдске класификације | Тамна зелена мајица | Означава побједника класификације по поенима         |
| Бијела мајица | Означава побједника класификације за најбољег младог возача |                 | Означава побједника тимске класификације |                     | Означава добитника награде за најагресивнијег возача |

### Генерални пласман
| Позиција | Возач                    | Тим                | Вријеме     |
| -------- | ------------------------ | ------------------ | ----------- |
| 1.       | Сеп Кус (САД)            | Јумбо—визма        | 76ч 48' 21" |
| 2.       | Јонас Вингегор (ДАН)     | Јумбо—визма        | + 17"       |
| 3.       | Примож Роглич (СЛО)      | Јумбо—визма        | + 1' 08"    |
| 4.       | Хуан Ајусо (ШПА)         | УАЕ тим Емирејтс   | + 3' 18"    |
| 5.       | Микел Ланда (ШПА)        | Бахреин–викторијус | + 3' 37"    |
| 6.       | Енрик Мас (ШПА)          | Мовистар           | + 4' 14"    |
| 7.       | Александар Власов        | Бора–ханзгро       | + 7' 53"    |
| 8.       | Сијен Ојтебрукс (БЕЛ)    | Бора–ханзгро       | + 8' 00"    |
| 9.       | Жоао Алмеида (ПОР)       | УАЕ тим емирејтс   | + 10' 08"   |
| 10.      | Сантијаго Буитраго (КОЛ) | Бахреин—викторијус | + 11' 38"   |

| Генерални пласман (11—148) | Генерални пласман (11—148)   | Генерални пласман (11—148) | Генерални пласман (11—148) |
| Позиција                   | Возач                        | Тим                        | Вријеме                    |
| -------------------------- | ---------------------------- | -------------------------- | -------------------------- |
| 11.                        | Стеф Крас (БЕЛ)              | Тотал енержис              | + 14' 04"                  |
| 12.                        | Ремко Евенепул (БЕЛ)         | Судал—Квик-степ            | + 16' 44"                  |
| 13.                        | Кристијан Родригез (ШПА)     | Аркеа—самсик               | + 22' 13"                  |
| 14.                        | Марк Солер (ШПА)             | УАЕ тим емирејтс           | + 25' 21"                  |
| 15.                        | Ваут Пулс (ХОЛ)              | Бахреин–викторијус         | + 31' 00"                  |
| 16.                        | Ејнер Рубио (КОЛ)            | Мовистар                   | + 34' 49"                  |
| 17.                        | Хуан Педро Лопез (ШПА)       | Лидл—трек                  | + 35' 47"                  |
| 18.                        | Антонио Тибери (ИТА)         | Бахреин–викторијус         | + 50' 13"                  |
| 19.                        | Дамијано Карузо (ИТА)        | Бахреин–викторијус         | + 53' 47"                  |
| 20.                        | Емануел Букман (ЊЕМ)         | Бора–ханзгро               | + 59' 02"                  |
| 21.                        | Ромен Барде (ФРА)            | ДСМ—фирмениш               | + 1ч 02' 10"               |
| 22.                        | Атила Валтер (МАЂ)           | Јумбо—визма                | + 1ч 05' 42"               |
| 23.                        | Хју Карти (УК)               | ЕФ едукејшон—изипост       | + 1ч 19' 25"               |
| 24.                        | Лени Мартинез (ФРА)          | Групама—ФДЈ                | + 1ч 21' 41"               |
| 25.                        | Вилко Келдерман (ХОЛ)        | Јумбо—визма                | + 1ч 24' 38"               |
| 26.                        | Пол Урселен (ФРА)            | Тотал енержис              | + 1ч 28' 13"               |
| 27.                        | Николас Продом (ФРА)         | АГ2Р ситроен               | + 1ч 29' 05"               |
| 28.                        | Реми Рохас (ФРА)             | Кофидис                    | + 1ч 29' 27"               |
| 29.                        | Риди Молар (ФРА)             | Групама—ФДЈ                | + 1ч 33' 14"               |
| 30.                        | Ленард Кемна (ЊЕМ)           | Бора–ханзгро               | + 1ч 38' 06"               |
| 31.                        | Герент Томас (УК)            | Инеос гренадирс            | + 1ч 47' 59"               |
| 32.                        | Ленерт ван Етвелт (БЕЛ)      | Лото—дестини               | + 1ч 48' 52"               |
| 33.                        | Луис Верваке (БЕЛ)           | Судал—Квик-степ            | + 1ч 49' 44"               |
| 34.                        | Матија Катанео (ИТА)         | Судал—Квик-степ            | + 1ч 51' 42"               |
| 35.                        | Бен Цвихоф (ЊЕМ)             | Бора–ханзгро               | + 1ч 52' 28"               |
| 36.                        | Фабијен Дуби (ФРА)           | Тотал енержис              | + 1ч 56' 08"               |
| 37.                        | Пелајо Санчез (ШПА)          | Бургос БХ                  | + 1ч 56' 27"               |
| 38.                        | Јан Тратник (СЛО)            | Јумбо—визма                | + 1ч 57' 16"               |
| 39.                        | Данијел Наваро (ШПА)         | Бургос БХ                  | + 1ч 57' 40"               |
| 40.                        | Фин Фишер Блек (НЗЛ)         | УАЕ тим емирејтс           | + 1ч 58' 23"               |
| 41.                        | Руи Коста (ПОР)              | Интермарш—сиркус—ванти     | + 1ч 59' 20"               |
| 42.                        | Ромен Грегоар (ФРА)          | Групама—ФДЈ                | + 2ч 01' 38"               |
| 43.                        | Серхио Игита (КОЛ)           | Бора–ханзгро               | + 2ч 08' 05"               |
| 44.                        | Лари Варбас (САД)            | АГ2Р ситроен               | + 2ч 09' 29"               |
| 45.                        | Мајкл Сторер (АУС)           | Групама—ФДЈ                | + 2ч 13' 42"               |
| 46.                        | Андреј Зајц (КАЗ)            | Астана Казахстан           | + 2ч 14' 13"               |
| 47.                        | Хонатан Каиседо (ЕКВ)        | ЕФ едукејшон—изипост       | + 2ч 15' 49"               |
| 48.                        | Фернандо Барсело (ШПА)       | Каха рурал—сегурос РГА     | + 2ч 17' 00"               |
| 49.                        | Макс Пул (УК)                | ДСМ—фирмениш               | + 2ч 17' 18"               |
| 50.                        | Кени Елисонде (ФРА)          | Лидл—трек                  | + 2ч 18' 25"               |
| 51.                        | Доријан Годон (ФРА)          | АГ2Р ситроен               | + 2ч 19' 07"               |
| 52.                        | Роберт Хесинк (ХОЛ)          | Јумбо—визма                | + 2ч 19' 43"               |
| 53.                        | Нелсон Оливеира (ПОР)        | Мовистар                   | + 2ч 20' 10"               |
| 54.                        | Рубен Фернандес (ШПА)        | Кофидис                    | + 2ч 21' 26"               |
| 55.                        | Еган Бернал (КОЛ)            | Инеос гренадирс            | + 2ч 22' 50"               |
| 56.                        | Микел Шерел (ФРА)            | АГ2Р ситроен               | + 2ч 24' 19"               |
| 57.                        | Џо Домбровски (САД)          | Астана Казахстан           | + 2ч 26' 13"               |
| 58.                        | Симоне Петили (ИТА)          | Интермарш—сиркус—ванти     | + 2ч 27' 46"               |
| 59.                        | Јан Хирт (ЧЕШ)               | Судал—Квик-степ            | + 2ч 29' 04"               |
| 60.                        | Хонатан Кастровијехо (ШПА)   | Инеос гренадирс            | + 2ч 29' 11"               |
| 61.                        | Луис Леон Санчез (ШПА)       | Астана Казахстан           | + 2ч 36' 29"               |
| 62.                        | Андер Окамика (ШПА)          | Бургос БХ                  | + 2ч 36' 34"               |
| 63.                        | Крис Хамилтон (АУС)          | ДСМ—фирмениш               | + 2ч 36' 47"               |
| 64.                        | Хосе Мануел Диаз (ШПА)       | Бургос БХ                  | + 2ч 37' 04"               |
| 65.                        | Џејмс Нокс (УК)              | Судал—Квик-степ            | + 2ч 38' 31"               |
| 66.                        | Михел Рис (ЛУК)              | Аркеа—самсик               | + 2ч 38' 52"               |
| 67.                        | Андреас Крон (ДАН)           | Лото—дестини               | + 2ч 41' 49"               |
| 68.                        | Жилијен Бернар (ФРА)         | Лидл—трек                  | + 2ч 43' 57"               |
| 69.                        | Андреа Пиколо (ИТА)          | ЕФ едукејшон—изипост       | + 2ч 44' 14"               |
| 70.                        | Феликс Енгелхарт (ЊЕМ)       | Џејко—алула                | + 2ч 44' 35"               |
| 71.                        | Јаша Ситерлин (ЊЕМ)          | Бахреин–викторијус         | + 2ч 46' 56"               |
| 72.                        | Иван Гарсија Кортина (ШПА)   | Мовистар                   | + 2ч 47' 04"               |
| 73.                        | Ели Гесберт (ФРА)            | Аркеа—самсик               | + 2ч 48' 24"               |
| 74.                        | Јон Баренечеа (ШПА)          | Каха рурал—сегурос РГА     | + 2ч 48' 51"               |
| 75.                        | Лукаш Овсијан (ПОЉ)          | Аркеа—самсик               | + 2ч 49' 48"               |
| 76.                        | Фабио Фелине (ИТА)           | Астана Казахстан           | + 2ч 50' 18"               |
| 77.                        | Абел Балдерстоне (ШПА)       | Каха рурал—сегурос РГА     | + 2ч 50' 22"               |
| 78.                        | Иманол Ервити (ШПА)          | Мовистар                   | + 2ч 51' 33"               |
| 79.                        | Бауке Молема (ХОЛ)           | Лидл—трек                  | + 2ч 51' 48"               |
| 80.                        | Шон Квин (САД)               | ЕФ едукејшон—изипост       | + 2ч 52' 02"               |
| 81.                        | Ојер Лазкано (ШПА)           | Мовистар                   | + 2ч 56' 45"               |
| 82.                        | Емануел Гебрегзабијер (ЕРИ)  | Лидл—трек                  | + 2ч 57' 43"               |
| 83.                        | Хесус Ерада (ШПА)            | Кофидис                    | + 2ч 59' 47"               |
| 84.                        | Дијего Камарго (КОЛ)         | ЕФ едукејшон—изипост       | + 3ч 00' 24"               |
| 85.                        | Лоренцо Германи (ИТА)        | Групама—ФДЈ                | + 3ч 01' 05"               |
| 86.                        | Матео Собреро (ИТА)          | Џејко—алула                | + 3ч 01' 23"               |
| 87.                        | Хорхе Аркас (ШПА)            | Мовистар                   | + 3ч 01' 28"               |
| 88.                        | Дилан ван Барле (ХОЛ)        | Јумбо—визма                | + 3ч 02' 37"               |
| 89.                        | Хесус Езкера (ШПА)           | Бургос БХ                  | + 3ч 05' 57"               |
| 90.                        | Матис ле Бере (ФРА)          | Аркеа—самсик               | + 3ч 11' 23"               |
| 91.                        | Вадим Пронски (КАЗ)          | Астана Казахстан           | + 3ч 12' 40"               |
| 92.                        | Јакопо Моска (ИТА)           | Лидл—трек                  | + 3ч 13' 12"               |
| 93.                        | Јонас Кох (ЊЕМ)              | Бора–ханзгро               | + 3ч 16' 08"               |
| 94.                        | Силван Монике (БЕЛ)          | Лото—дестини               | + 3ч 16' 23"               |
| 95.                        | Андреа Вендраме (ИТА)        | АГ2Р ситроен               | + 3ч 17' 26"               |
| 96.                        | Питер Сери (БЕЛ)             | Судал—Квик-степ            | + 3ч 18' 17"               |
| 97.                        | Нико Денц (ЊЕМ)              | Бора–ханзгро               | + 3ч 20' 12"               |
| 98.                        | Јулиус Јохансен (ДАН)        | Интермарш—сиркус—ванти     | + 3ч 20' 38"               |
| 99.                        | Томас де Гент (БЕЛ)          | Лото—дестини               | + 3ч 22' 23"               |
| 100.                       | Хоел Николау (ШПА)           | Каха рурал—сегурос РГА     | + 3ч 25' 22"               |
| 101.                       | Жофре Суп (ФРА)              | Тотал енержис              | + 3ч 25' 38"               |
| 102.                       | Едуардо Сепулведа (АРГ)      | Лото—дестини               | + 3ч 26' 22"               |
| 103.                       | Кевин Леданоа (ФРА)          | Аркеа—самсик               | + 3ч 29' 13"               |
| 104.                       | Филипо Гана (ИТА)            | Инеос гренадирс            | + 3ч 29' 23"               |
| 105.                       | Луис Аски (УК)               | Групама—ФДЈ                | + 3ч 34' 07"               |
| 106.                       | Давид Гонзалес (ШПА)         | Каха рурал—сегурос РГА     | + 3ч 35' 12"               |
| 107.                       | Дрис ван Гестел (БЕЛ)        | Тотал енержис              | + 3ч 35' 34"               |
| 108.                       | Сирил Барт (ФРА)             | Бургос БХ                  | + 3ч 37' 20"               |
| 109.                       | Пол Лапејра (ФРА)            | АГ2Р ситроен               | + 3ч 37' 49"               |
| 110.                       | Јетсе Бол (ХОЛ)              | Бургос БХ                  | + 3ч 38' 49"               |
| 111.                       | Иго Офстетер (ФРА)           | Аркеа—самсик               | + 3ч 41' 43"               |
| 112.                       | Џими Јансенс (БЕЛ)           | Алпесин—декунинк           | + 3ч 42' 07"               |
| 113.                       | Ото Вергарде (БЕЛ)           | Лидл—трек                  | + 3ч 42' 47"               |
| 114.                       | Михал Шлегел (ЧЕШ)           | Каха рурал—сегурос РГА     | + 3ч 43' 03"               |
| 115.                       | Омар Фраиле (ШПА)            | Инеос гренадирс            | + 3ч 43' 40"               |
| 116.                       | Шон Флајн (УК)               | ДСМ—фирмениш               | + 3ч 46' 39"               |
| 117.                       | Стефан Бисежер (ШВА)         | ЕФ едукејшон—изипост       | + 3ч 49' 54"               |
| 118.                       | Себастјен Грињар (БЕЛ)       | Лото—дестини               | + 3ч 52' 09"               |
| 119.                       | Ромен Комбо (ФРА)            | ДСМ—фирмениш               | + 3ч 52' 10"               |
| 120.                       | Јулиус вам ден Берг (ХОЛ)    | ЕФ едукејшон—изипост       | + 3ч 55' 05"               |
| 121.                       | Самуеле Батистела (ИТА)      | Астана Казахстан           | + 3ч 55' 44"               |
| 122.                       | Кејден Гроувс (АУС)          | Алпесин—декунинк           | + 3ч 55' 48"               |
| 123.                       | Самјуел Вотсон (УК)          | Групама—ФДЈ                | + 3ч 56' 03"               |
| 124.                       | Бој ван Попел (ХОЛ)          | Интермарш—сиркус—ванти     | + 3ч 56' 20"               |
| 125.                       | Франсоа Бидар (ФРА)          | Кофидис                    | + 3ч 57' 47"               |
| 126.                       | Марајн ван ден Берг (ХОЛ)    | ЕФ едукејшон—изипост       | + 3ч 57' 58"               |
| 127.                       | Иго Пејџ (ФРА)               | Интермарш—сиркус—ванти     | + 3ч 58' 16"               |
| 128.                       | Едвард Тунс (БЕЛ)            | Лидл—трек                  | + 3ч 58' 20"               |
| 129.                       | Ерик Фагундез (УРУ)          | Бургос БХ                  | + 4ч 00' 37"               |
| 130.                       | Камил Градек (ПОЉ)           | Бахреин–викторијус         | + 4ч 00' 43"               |
| 131.                       | Џејсон Осборн (ЊЕМ)          | Алпесин—декунинк           | + 4ч 01' 48"               |
| 132.                       | Хосе Ерада (ШПА)             | Кофидис                    | + 4ч 04' 20"               |
| 133.                       | Матевж Говекар (СЛО)         | Бахреин–викторијус         | + 4ч 04' 42"               |
| 134.                       | Андре Карваљо (ПОР)          | Кофидис                    | + 4ч 05' 13"               |
| 135.                       | Клемент Дави (ФРА)           | Групама—ФДЈ                | + 4ч 07' 49"               |
| 136.                       | Едвард Планкарт (БЕЛ)        | Алпесин—декунинк           | + 4ч 07' 53"               |
| 137.                       | Јан Мас (ХОЛ)                | Џејко—алула                | + 4ч 08' 47"               |
| 138.                       | Домен Новак (СЛО)            | УАЕ тим емирејтс           | + 4ч 08' 58"               |
| 139.                       | Ким Хејдук (ЊЕМ)             | Инеос гренадирс            | + 4ч 10' 09"               |
| 140.                       | Каспер Педерсен (ДАН)        | Судал—Квик-степ            | + 4ч 13' 57"               |
| 141.                       | Тобијас Бајер (АУТ)          | Алпесин—декунинк           | + 4ч 15' 43"               |
| 142.                       | Милан Ментен (БЕЛ)           | Лото—дестини               | + 4ч 16' 43"               |
| 143.                       | Морис Балерстет (ЊЕМ)        | Алпесин—декунинк           | + 4ч 22' 11"               |
| 144.                       | Алберто Даинезе (ИТА)        | ДСМ—фирмениш               | + 4ч 25' 39"               |
| 145.                       | Џарад Дризнерс (АУС)         | Лото—дестини               | + 4ч 25' 50"               |
| 146.                       | Давиде Чимолаи (ИТА)         | Кофидис                    | + 4ч 26' 25"               |
| 147.                       | Хуан Себастијан Молано (КОЛ) | УАЕ тим емирејтс           | + 4ч 27' 41"               |
| 148.                       | Руи Оливеира (ПОР)           | УАЕ тим емирејтс           | + 4ч 32' 55"               |

### Класификација по поенима
| Позиција | Возач                     | Тим                  | Поени |
| -------- | ------------------------- | -------------------- | ----- |
| 1.       | Кејден Гроувс (АУС)       | Алпесин—декунинк     | 315   |
| 2.       | Ремко Евенепул (БЕЛ)      | Судал—Квик-степ      | 236   |
| 3.       | Андреас Крон (ДАН)        | Лото—дестини         | 167   |
| 4.       | Марк Солер (ШПА)          | УАЕ тим емирејтс     | 133   |
| 5.       | Јонас Вингегор (ДАН)      | Јумбо—визма          | 123   |
| 6.       | Филипо Гана (ИТА)         | Инеос гренадирс      | 119   |
| 7.       | Примож Роглич (СЛО)       | Јумбо—визма          | 117   |
| 8.       | Марајн ван ден Берг (ХОЛ) | ЕФ едукејшон—изипост | 117   |
| 9.       | Сеп Кус (САД)             | Јумбо—визма          | 112   |
| 10.      | Хуан Ајусо (ШПА)          | УАЕ тим емирејтс     | 105   |

### Брдска класификација
| Позиција | Возач                   | Тим                | Поени |
| -------- | ----------------------- | ------------------ | ----- |
| 1.       | Ремко Евенепул (БЕЛ)    | Судал—Квик-степ    | 135   |
| 2.       | Јонас Вингегор (ДАН)    | Јумбо—визма        | 51    |
| 3.       | Мајкл Сторер (АУС)      | Групама—ФДЈ        | 39    |
| 4.       | Ромен Барде (ФРА)       | ДСМ—фирмениш       | 35    |
| 5.       | Примож Роглич (СЛО)     | Јумбо—визма        | 33    |
| 6.       | Сеп Кус (САД)           | Јумбо—визма        | 33    |
| 7.       | Дамијано Карузо (ИТА)   | Бахреин–викторијус | 30    |
| 8.       | Андреас Крон (ДАН)      | Лото—дестини       | 28    |
| 9.       | Едуардо Сепулведа (АРГ) | Лото—дестини       | 23    |
| 10.      | Хесус Ерада (ШПА)       | Кофидис            | 22    |

### Класификација за најбољег младог возача
| Позиција | Возач                    | Тим                | Вријеме      |
| -------- | ------------------------ | ------------------ | ------------ |
| 1.       | Хуан Ајусо (ШПА)         | УАЕ тим емирејтс   | 76ч 51' 39"  |
| 2.       | Сијен Ојтебрукс (БЕЛ)    | Бора–ханзгро       | + 4' 42"     |
| 3.       | Жоао Алмеида (ПОР)       | УАЕ тим емирејтс   | + 6' 40"     |
| 4.       | Сантијаго Буитраго (КОЛ) | Бахреин—викторијус | + 8' 20"     |
| 5.       | Ремко Евенепул (БЕЛ)     | Судал—Квик-степ    | + 13' 26"    |
| 6.       | Ејнер Рубио (КОЛ)        | Мовистар           | + 31' 31"    |
| 7.       | Антонио Тибери (ИТА)     | Бахреин–викторијус | + 46' 55"    |
| 8.       | Атила Валтер (МАЂ)       | Јумбо—визма        | + 1ч 02' 24" |
| 9.       | Лени Мартинез (ФРА)      | Групама—ФДЈ        | + 1ч 18' 23" |
| 10.      | Ленерт ван Етвелт (БЕЛ)  | Лото—дестини       | + 1ч 45' 34" |

### Тимска класификација
| Позиција | Тим                | вријеме      |
| -------- | ------------------ | ------------ |
| 1.       | Јумбо—визма        | 229ч 42' 26" |
| 2.       | Бахреин–викторијус | + 20' 49"    |
| 3.       | Бора–ханзгро       | + 32' 54"    |
| 4.       | УАЕ тим емирејтс   | + 33' 46"    |
| 5.       | Мовистар           | + 2ч 17' 23" |
| 6.       | Судал—Квик-степ    | + 3ч 18' 27" |
| 7.       | Тотал енержис      | + 3ч 25' 09" |
| 8.       | Групама—ФДЈ        | + 3ч 42' 37" |
| 9.       | Лидл—трек          | + 4ч 00' 16" |
| 10.      | Аркеа—самсик       | + 4ч 23' 23" |